# 保山市
保山市（ほざん-し）は中華人民共和国雲南省に位置する地級市。
「蘭城」とも呼ばれ、中国蘭の主産地である。

## 地理
保山市は、雲南省西部に位置し、同省の怒江リス族自治州、大理ペー族自治州、臨滄市、徳宏タイ族チンポー族自治州、およびミャンマーと接する。省都の昆明市からは、約570kmに位置する。年平均気温14～17℃、年間降雨量1700～2100mmと温暖で、降水量も多いため、森林が多く、市の面積の53％を占める。

## 歴史
保山の古称は永昌であり、戦国時代には哀牢国の中心となっていた。中原支配を受けるようになったのは漢初であり、前109年の県の設置であり、69年には哀牢王柳貌は漢朝へ帰属し、永昌郡が設置された。その後歴代王朝により支配を受けたこの地は、唐代には南詔国の版図に組み込まれ西方への勢力拡大の拠点となった。
明代には再び中原王朝の直接支配を受けるようになり、当初は金歯軍民指揮使司、永昌軍民府が設置され、1524年（嘉靖3年）には保山県に府治が設置され保山の名称が使用されるようになった。
中華人民共和国成立後、2000年12月に地級市に昇格し現在に至っている。

## 行政区画
1市轄区、1県級市、3県を管轄する。
- 市轄区：
  - 隆陽区
- 県級市：
  - 騰衝市
- 県 (中華人民共和国)：
  - 施甸県・竜陵県・昌寧県

| 保山市の地図                       |
| ---------------------------------- |
| 隆陽区 施甸県 竜陵県 昌寧県 騰衝市 |

### 年表
この節の出典

#### 保山専区(1949年-1956年)
- 1949年10月1日 - 中華人民共和国雲南省保山専区が成立。保山県・竜陵県・騰衝県・昌寧県・鎮康県・双江県・潞西設治局・梁河設治区・盈江設治区・蓮山設治区・瑞麗設治局・隴川設治区・瀘水設治区・耿馬設治区が発足。(6県2設治局6設治区)
- 1952年11月21日 (13県1自治区)
  - 潞西設治局が県制施行し、潞西県となる。
  - 梁河設治区が自治区に移行し、梁河県タイ族チンポー族自治区となる。
  - 盈江設治区が県制施行し、盈江県となる。
  - 瑞麗設治局が県制施行し、瑞麗県となる。
  - 蓮山設治区が県制施行し、蓮山県となる。
  - 隴川設治区が県制施行し、隴川県となる。
  - 瀘水設治区が県制施行し、瀘水県となる。
  - 耿馬設治区が県制施行し、耿馬県となる。
- 1952年11月25日 - 鎮康県・双江県・耿馬県が緬寧専区に編入。(10県1自治区)
- 1952年12月6日 - 潞西県の一部が分立し、畹町鎮が発足。(10県1自治区1鎮)
- 1953年 - 騰衝県の一部が梁河県タイ族チンポー族自治区に編入。(10県1自治区1鎮)
- 1954年4月6日 - 瀘水県が怒江リス族自治区に編入。(9県1自治区1鎮)
- 1954年6月12日 - 梁河県タイ族チンポー族自治区が県制施行し、梁河県となる。(10県1鎮)
- 1954年9月11日 - 潞西県・盈江県・蓮山県・隴川県・瑞麗県・梁河県が徳宏タイ族チンポー族自治区に編入。(4県1鎮)
- 1956年4月29日 - 保山県・騰衝県・昌寧県・竜陵県・畹町鎮が徳宏タイ族チンポー族自治州に編入。

#### 保山地区(1963年-2000年)
- 1963年12月18日 - 徳宏タイ族チンポー族自治州保山県・施甸県・竜陵県・騰衝県・昌寧県を編入。保山専区が成立。(5県)
- 1970年 - 保山専区が保山地区に改称。(5県)
- 1983年9月9日 - 保山県が市制施行し、保山市となる。(1市4県)

#### 保山市
- 2000年12月30日 - 保山地区が地級市の保山市に昇格。(1区4県)
  - 保山市が区制施行し、隆陽区となる。
- 2015年8月1日 - 騰衝県が市制施行し、騰衝市となる。(1区1市3県)

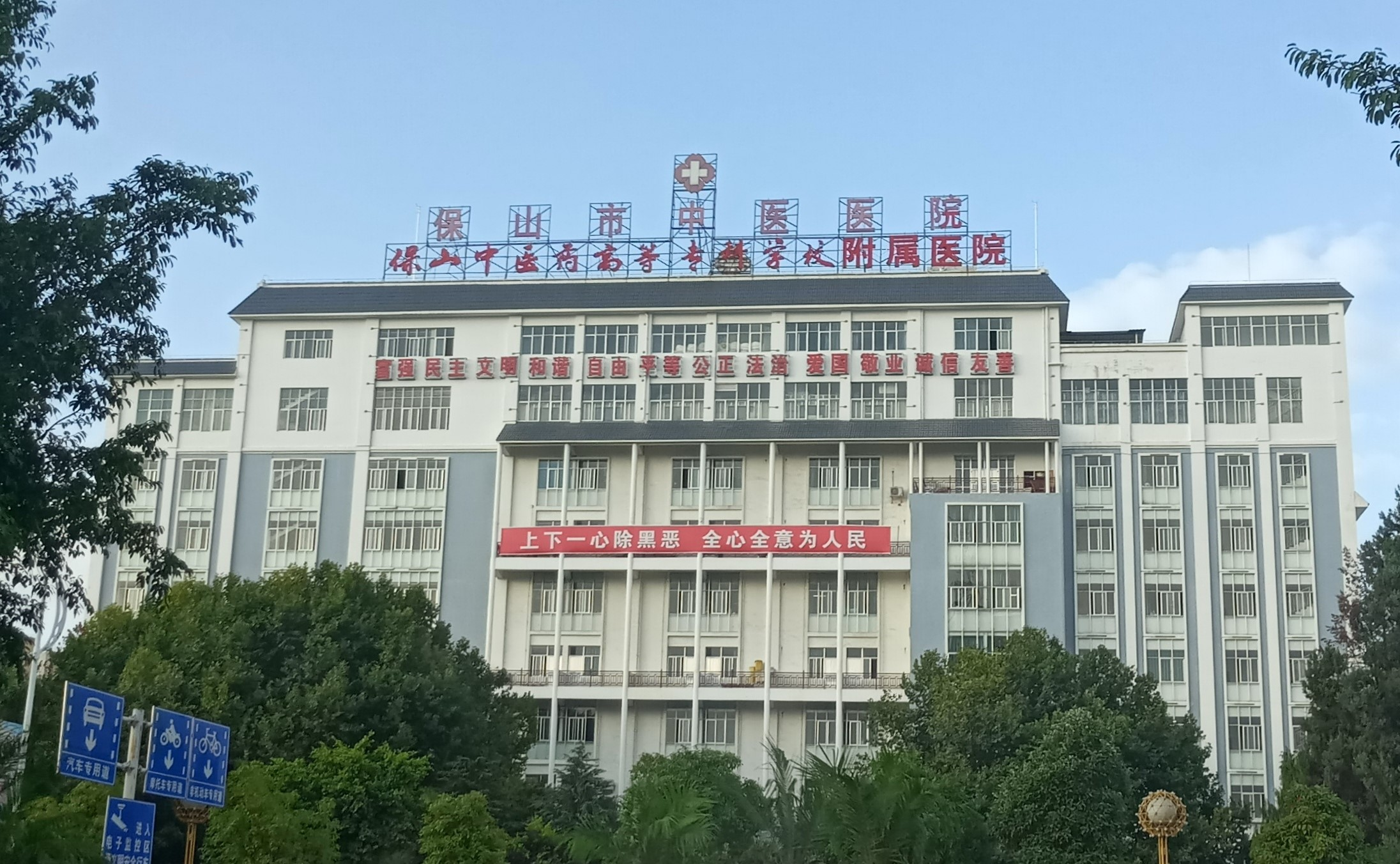
保山市中医医院・保山中医薬高等専科学校附属医院

## 教育
- 保山学院（中国語版）
- 保山中医薬高等専科学校（中国語版）

## 交通

### 航空
- 保山雲瑞空港（中国語版）
- 騰衝駝峰空港（中国語版）

### 鉄道

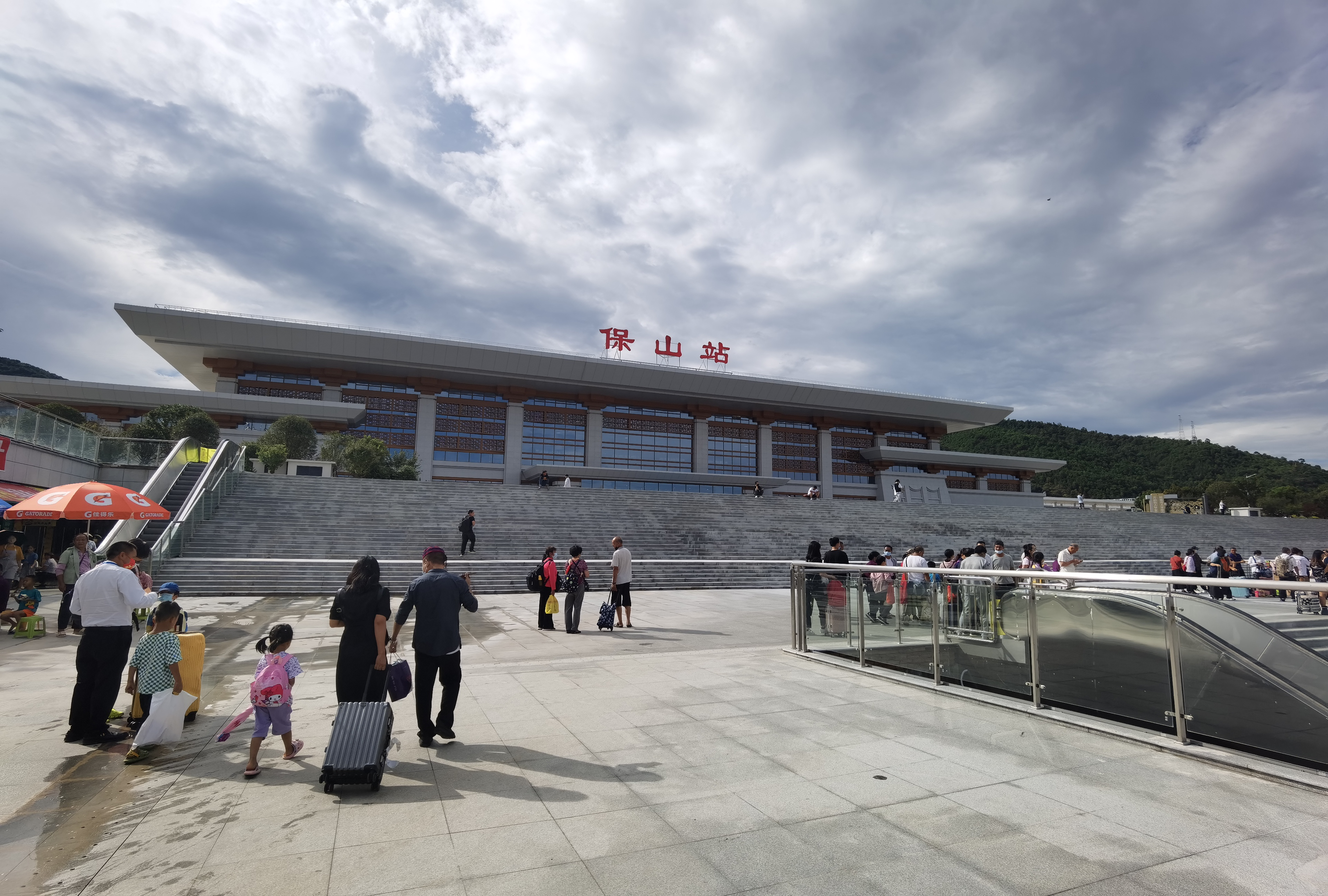
保山駅

- 中国国家鉄路集団
  - 中国鉄路昆明局集団公司
    - 大瑞線

### 道路
- 高速道路
  - 杭瑞高速道路
  - 天猴高速道路（保騰高速道路）

- 国道

| G219国道 G320国道 G228国道 | G357国道 G555国道 G556国道 |  |

- 省道

| 231省道 237省道 238省道 | 240省道 241省道 |  |

- 県道
  -  191県道

## 産業

### 農業
サトウキビ、タバコ、亜麻、クルミ、コーヒー、ワサビ、各種生薬、ランなど

### 金属
金属シリコン、電解亜鉛など

### 木工
ドア、家具など

## 観光
- 文廟
- 諸葛営
- 高黎貢山自然保護区
- 騰衝火山
- 怒江大峡谷
- 北海湿地
- 松山遺址
- 南方絲綢古道

## 健康・医療・衛生
| - 保山市人民医院 - 保山市中医医院 - 保山市隆陽区婦幼保健院 - 保山市人民医院急救中心 - 保山市衛生防疫站 - 騰衝市中医院 - 騰衝市第二人民医院 - 騰衝市婦幼保健院 - 施甸県中医医院 | - 施甸県婦幼保健院 - 施甸県衛生防疫站 - 竜陵県人民医院 - 竜陵県中医医院 - 竜陵県婦幼保健院 - 昌寧県人民医院 - 昌寧県中医医院 - 昌寧県婦幼保健院 - 昌寧県衛生防疫站 |  |

## 出身者
- 呂凱
- 王宏柞
- 元勛
- 李根源 - 軍人・政治家・革命家。北洋政府代総理。
- 艾思奇 - 政治哲学者